# Bureau européen de l'environnement
 (juillet 2020).
Pour les articles homonymes, voir BEE.
Le Bureau européen de l'environnement (BEE, en anglais, European Environmental Bureau, EEB) est une organisation non gouvernementale créée en 1974 à Bruxelles. Il s'agit d'une fédération de 180 organisations environnementales situées dans les 38 pays, incluant les États membres de l'Union européenne, les pays candidats et quelques pays voisins de l'Union européenne. Ces organisations peuvent être actives à différents niveaux : local, national, européen, voire international. L'objectif du BEE est de protéger et d'améliorer l'environnement en Europe. Il cherche aussi à donner la possibilité aux citoyens européens de jouer un rôle dans ce sens. Pour ce faire, il lui est essentiel de promouvoir le "leadership écologique" de l'UE.

## Activités du BEE
Le BEE constitue un point de contact pour ses membres et leur permet de suivre et réagir aux nouvelles politiques environnementales de l'UE. Le BEE a un service d'information et il dirige des groupes de travail constitués de certains de ses membres. Il publie également ses positions sur des sujets qui sont, ou devraient être selon lui, à l'ordre du jour de l'UE. Il représente ses membres lors de discussions avec la Commission européenne, le Parlement européen ou le Conseil. Le BEE coordonne les activités nationales de ses membres relatives à l'UE. Il suit également étroitement le processus d'élargissement de l'UE ainsi que quelques sujets paneuropéens tels que la convention d'Aarhus.
Les activités du BEE couvrent un grand nombre de sujets relatifs à l'environnement et à la politique environnementale de l'UE.
Le BEE fait également partie du Green 10, coalition d'ONG environnementales actives au niveau de l'UE, et participe à ses actions.[réf. souhaitée]

## Membres du BEE
En 2022, le BEE compte 180 organisations membres réparties dans 38 pays. Ce sont des organisations non-gouvernementales qui traitent des sujets relatifs à l'environnement et à la protection de la nature. Il a notamment des membres en Belgique (Inter-Environnement Bruxelles), en France (Agir pour l'environnement, France Nature Environnement, La fresque du climat) et au Luxembourg.
Les organisations environnementales des pays candidats à l'entrée dans l'UE et, de plus en plus, ceux des Balkans occidentaux considèrent le BEE comme leur principal partenaire pour ce qui touche à l'UE. L'expérience du BEE, sa position et ses relations sont précieuses aux ONG de ces états lorsqu'elles veulent définir leur propre rôle dans les processus liés à l'élargissement de l'UE. Étant donné le rôle actif du BEE au niveau de l'UE, ses organisations membres issues des nouveaux États membres ou des pays ayant l'intention de le devenir sont déjà nombreuses et continuent à augmenter.

## Le BEE et les institutions internationales
Le BEE entretient notamment des relations avec les organismes suivants :
- Conseil de l'Europe
- Commission européenne, Parlement européen
- Comité économique et social européen
- Organisation de coopération et de développement économiques (OCDE)
- Commission du développement durable des Nations unies

Le BEE travaille au quotidien avec les institutions de l'UE, notamment avec la Commission, le Parlement européen et le Conseil des ministres. Il a des contacts réguliers avec l'Agence européenne pour l'environnement, d'autres institutions de l'UE, les représentants permanents des pays membres et les ministères nationaux. Le BEE a également un statut consultatif auprès du Conseil de l'Europe et des Nations unies, et joue un rôle important dans le monde des ONG environnementales en militant pour la mise en œuvre de la Convention d'Aarhus à la fois à l'intérieur et à l'extérieur des frontières de l'UE.